# 2017 في لبنان
فيما يلي قوائم الأحداث التي وقعت خلال عام 2017 في لبنان.

## رياضة
- 1 يناير – لبنان في بطولة العالم للألعاب المائية 2017

## أفلام
من الأفلام التي صدرت هذه السنة في لبنان:
- 1 يناير – قضية رقم 23 من إخراج زياد دويري.

## موسيقى

### ألبومات
من الألبومات التي صدرت هذه السنة في لبنان:
- 1 يناير – حاسة بيك من غناء نانسي عجرم.

## وفيات

### يناير
- 27 يناير – سلوى روضة شقير (مواليد 1916) فنانة لبنانية عريقة.

### فبراير
- 21 فبراير – ستراك سركسيان (مواليد 1936) موسيقي لبناني.

### مارس
- 12 مارس – ستافرو جبرا (مواليد 1947) رسام كارتون لبناني.

### أبريل
- 11 أبريل – سمير فرنجية (مواليد 1945) صحفي لبناني.

### يوليو
- 3 يوليو – موسى وهبه (مواليد 1941) فيلسوف لبناني.
- 24 يوليو – حسن بشارة (مواليد 1945) مصارع هاوي لبناني.
- 25 يوليو – عبد الغني سلام (مواليد 1942) صحفي لبناني بيروتي ومؤسس صحيفة اللواء اللبنانية.

### أغسطس
- 27 أغسطس – خليل رامز سركيس (مواليد 1921)

### ديسمبر
- 3 ديسمبر – جلال خوري (مواليد 1934) فنان لبناني.